# Devgadh Bāriya
Devgadh Bāriya är en ort i Indien.   Den ligger i distriktet Dohad och delstaten Gujarat, i den centrala delen av landet, 700 km söder om huvudstaden New Delhi. Devgadh Bāriya ligger 201 meter över havet och antalet invånare är 19 703.
Terrängen runt Devgadh Bāriya är platt, och sluttar västerut. Runt Devgadh Bāriya är det tätbefolkat, med 411 invånare per kvadratkilometer. Det finns inga andra samhällen i närheten. Trakten runt Devgadh Bāriya består till största delen av jordbruksmark.